# 予備選挙
予備選挙（よびせんきょ）は、本番の選挙（本選挙）に先立って候補者を絞り込むために行われる選挙。

## 概要
一般論としては、候補者選定を党の有力者によって決定する方式に比べて、情実を排除し人気のある候補を選出することができる。一方で、予備選挙投票者は本選挙投票者に比べて熱心な活動家の比率が多いため、本選挙の鍵を握る中間層から敬遠されるような極論を唱える候補に有利に働くことや、候補者選出に選挙管理組織や候補者陣営に多くの費用がかかることなどのデメリットも存在する。
また予備選挙の選挙運動や選挙戦へのマスメディアの関心が本選挙に向けてのPRともなる一方で、選挙戦が過熱しネガティブ・キャンペーンが行われたり修復困難な亀裂が生じたりすることにより本選挙に悪影響を与える可能性もある。

## アメリカ合衆国
アメリカ合衆国の大統領選挙や連邦議会議員選挙や州知事選挙等に先立ち、政党公認候補を決める予備選挙（Primary election）が州政府による公営選挙として実施される。州ごとに、秘密投票を行う狭義の予備選挙の場合と、集会の場で公開投票を行う党員集会の場合があるが、両者を総称して予備選挙と呼ぶことも多く、ここではそのように用いる。
有権者が、あらかじめ所属を届けている党の候補者にのみ投票できる州と、政党登録にかかわりなく任意の党の候補者に投票できる州がある。一つの州の中では二大政党の予備選挙投票が同一日に行われることが多いが、各州の予備選挙投票日はまちまちである。そのため大統領選挙予備選挙の場合、終盤において投票が行われる州の予備選挙を待たずして党公認候補が事実上確定してしまうこともある。正式には予備選挙で選ばれた各州の党代表が、党大会の場でそれぞれの持ち票を推薦候補に投じ、最多数の指名票を受けた者が党公認大統領候補となる。
特に大統領選挙では、二大政党以外から立候補する際の要件が厳しい州も多いため、予備選挙を経ずに本選挙に出馬しようとしても、立候補の段階から困難を伴う。議員選挙では、稀に無所属での当選例がある。
現職者であっても、改選に際して再び党の候補者指名を受けるためには、改めて予備選挙で勝利する必要があることが一般的である。現職者は予備選挙で勝利することが多いものの、稀に敗北して再選断念に追い込まれることもある。
連邦議会議員において政党公認候補を決める予備選挙は注目されることは少ないが、2021年アメリカ合衆国議会議事堂襲撃事件に絡んでドナルド・トランプ元大統領への弾劾に賛成した共和党下院議員10人について、共和党支持者層に影響のあるトランプは予備選挙で当該現職議員10人を次回選挙での当選を阻止すべく親トランプ派新人候補を支援した。10人中4人が次回選挙への不出馬を表明する中で、連邦議会襲撃事件に絡む下院特別委員会副委員長を務める共和党内の反トランプの急先鋒であるワイオミング州選出のリズ・チェイニーら4人が予備選で親トランプ派新人候補に敗退し、予備選で親トランプ派の新人候補に勝利した現職候補は2人だったことが大きく報道された。

## イギリス

### 保守党
イギリスの保守党では党首が欠けた際に党首選挙を行うが、20名以上の党所属下院議員の推薦を得た候補が3名以上いる場合、党所属下院議員による「Stage 1」の投票によって候補者を2名に絞る。このStage 1の投票は「Primary」という呼称ではないが、予備選挙に相当する。Stage 1では、得票数が30票未満の候補と最下位の候補が落選となり、候補者が2名になるまで投票を繰り返す。Stage 1で選ばれた2名の候補は「Stage 2」に進み、両者のうち一般党員による投票で多数を得た候補が党首に当選する。
なお、下院議員公認候補の選定は党機関が行うことが一般的だが、一部の選挙区で予備選挙（Primary）を用いた事例もあった。

## 日本

### 自由民主党総裁選挙
日本では自由民主党総裁選挙において予備選挙が導入されたことがあり、1978年と1982年に実施された。従来より、総裁選では派閥中心の激しい選挙戦が行われ、選挙後にも「怨念」と呼ばれた対立が続くことが多く、また選挙戦では議員間で金銭のやり取りが行われ「金権政治」と呼ばれるなど、表面上の政策主張とはかけ離れた次元で戦われる総裁選のあり方に対する批判が多かった。そのため、ロッキード事件および田中金脈問題を契機に、「党の近代化」の一環として派閥の影響の除去と党員・党友獲得を狙うという名分で予備選挙が導入された。
規定では4人以上の立候補者が出た場合に、党員・党友による予備選挙を行い、予備選挙で1位と2位の候補を対象として党所属国会議員による本選挙を行うとされた。都道府県単位での得票数が1位と2位の候補のみがその都道府県での得点を獲得し、都道府県内で3位以下の候補はその都道府県での得点がゼロになるという制度上の特色があった。
1978年の総裁予備選では事前に優勢と予測されていた現職福田赳夫が「2位以下は本選挙を辞退するべき」と公言していたが、田中派に支援される大平正芳が1位となったため、福田は本選挙を辞退した。1982年の総裁予備選では、田中派と鈴木派の支援を得た中曽根康弘が当初から優勢であったため、2位に見込まれる河本敏夫が、顔見世的に出馬した安倍晋太郎および中川一郎と連合して本選挙での逆転を狙う戦略を立てたが、中曽根が予備選挙で過半数を大きく上回る票を獲得したため、本選挙を戦う名分の立たなくなった河本以下が本選挙を辞退した。このように、いずれの予備選挙でも2位以下の候補は本選挙辞退に追い込まれ、予備選挙の結果が本選挙を経ずして最終結果となってしまった。
これら2回の予備選挙では、一般党員・党友に対する田中派による組織的な働きかけが際立ち、事前予想を大きく上回る得票率で田中派の支援する候補が勝利している。派閥の影響を除去するという趣旨であったにも拘わらず派閥単位の組織選挙となり、従来とは異なる形で金のかかる選挙となった。郵送投票のため完全な秘密投票ではなく、ある候補への投票を約束して別の候補に入れることは必ずしも可能ではないシステムであったことから、個別の党員・党友に対する訪問による選挙運動が強力に作用した。党員・党友名簿の扱いも問題となり、1978年の選挙では名簿が非公開であったため、自陣営の勢力が入党を勧誘した経緯から把握した党員に対する働きかけが主であったのに対し、1982年の選挙では透明性を高めるとして党員名簿が公開されたため、対立陣営と繋がる党員への切り崩しが、仕事の取引先や世話になっている人間関係などを通じて行われるようになった。
このような熾烈な選挙戦の結果、派閥同士の「怨念」が緩和されるどころか、結党以来初めて内閣総理大臣指名選挙や内閣不信任決議採決において大規模な造反（四十日抗争、ハプニング解散）が起こるまでに至った。
以降は、本選挙に先立って一般党員・党友票のみを全国一律に集計する形の予備選挙は行われていない。21世紀には本選挙において国会議員票と都道府県連票を合算して集計する方式が定着しているが、本選挙に先んじて都道府県連票の内訳を一般党員らの投票で決定することが「予備選挙」と呼ばれる場合がある。

### 国会議員候補公認
衆議院選挙への小選挙区制の導入に伴い、国会議員候補者選定において予備選挙を導入することが容易になったため、政党支部が公認候補者選定のために予備選挙を実施することもあるが、あまり一般的ではない。予備選挙が行われるケースは引退、選挙区新設、空白区への新規擁立など現職議員のいない場合にほぼ限られる。